# مقاطعة هينديرسون (كارولاينا الشمالية)
مقاطعة هينديرسون (بالإنجليزية: Henderson County)‏ هي إحدى مقاطعات ولاية كارولاينا الشمالية في الولايات المتحدة الأمريكية. مركز المقاطعة أو مقعدها هي مدينة هينديرسونفيل. تأسست هذه المقاطعة سنة 1838.أصل هذه المقاطعة يأتي من: مقاطعة بونكوم.

## أعلام
- جون غاستون غرانت
- بايرون برايس